# Großsteingräber bei Birkenmoor

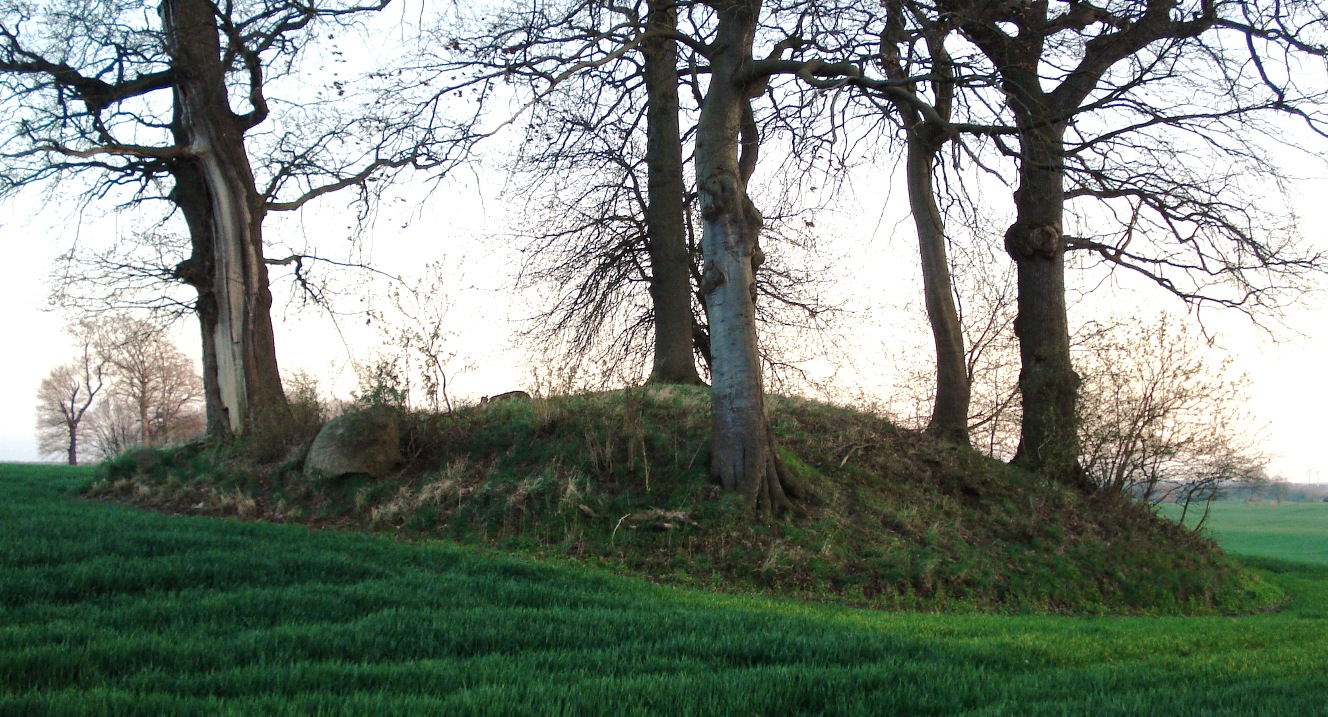
Einer der Grabhügel bei Birkenmoor (an der L 44)

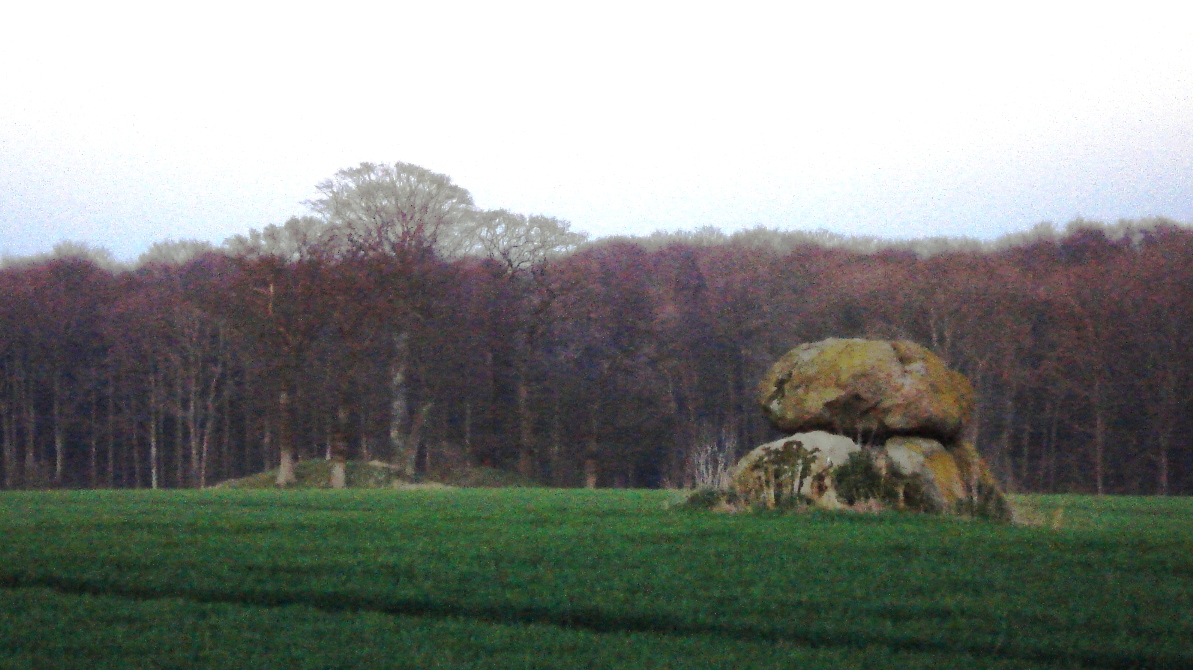
Der Dolmen bei Birkenmoor (im Hintergrund befindet sich ein weiterer Grabhügel)

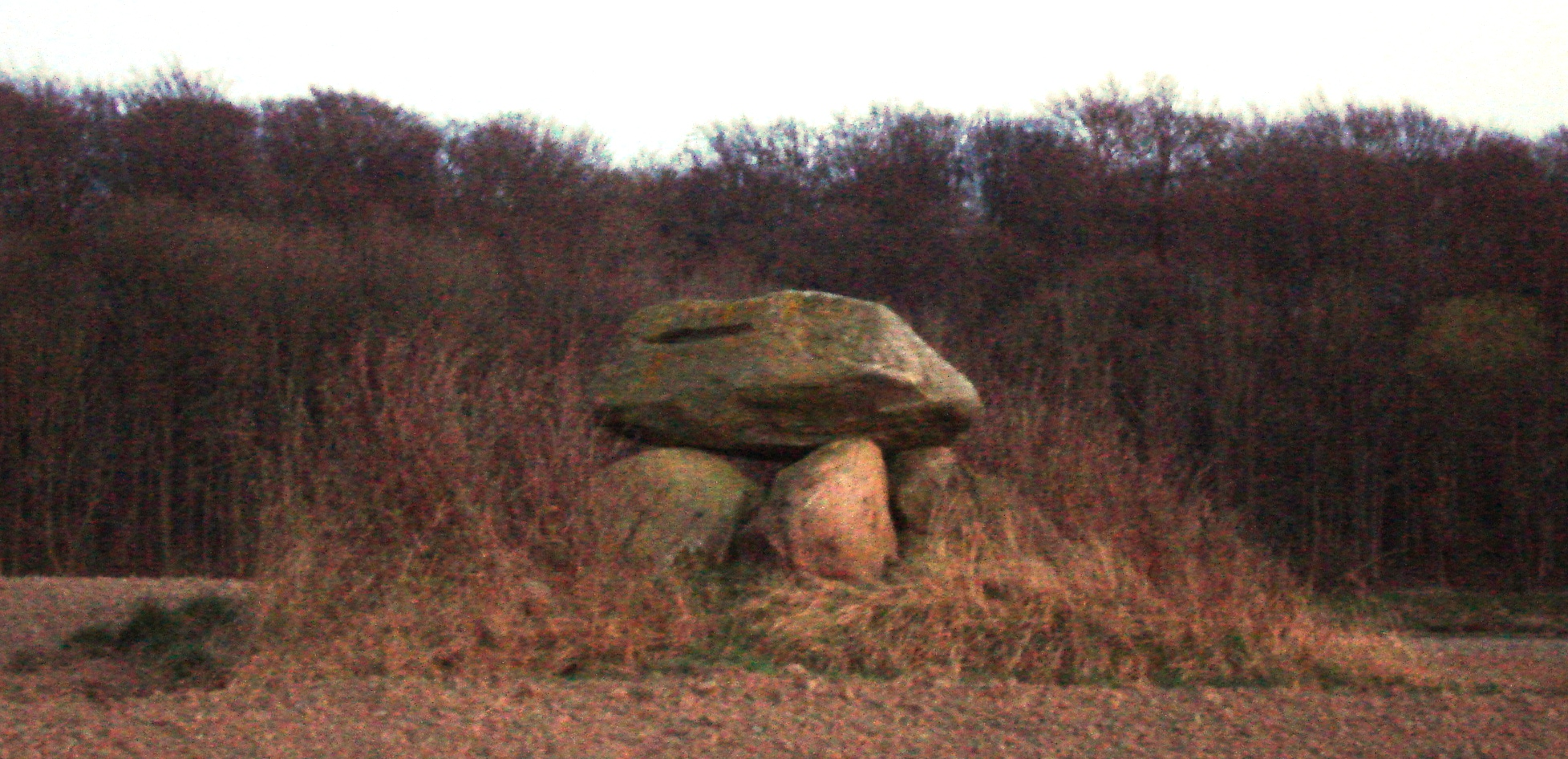
Der Dolmen bei Kuhholzberg

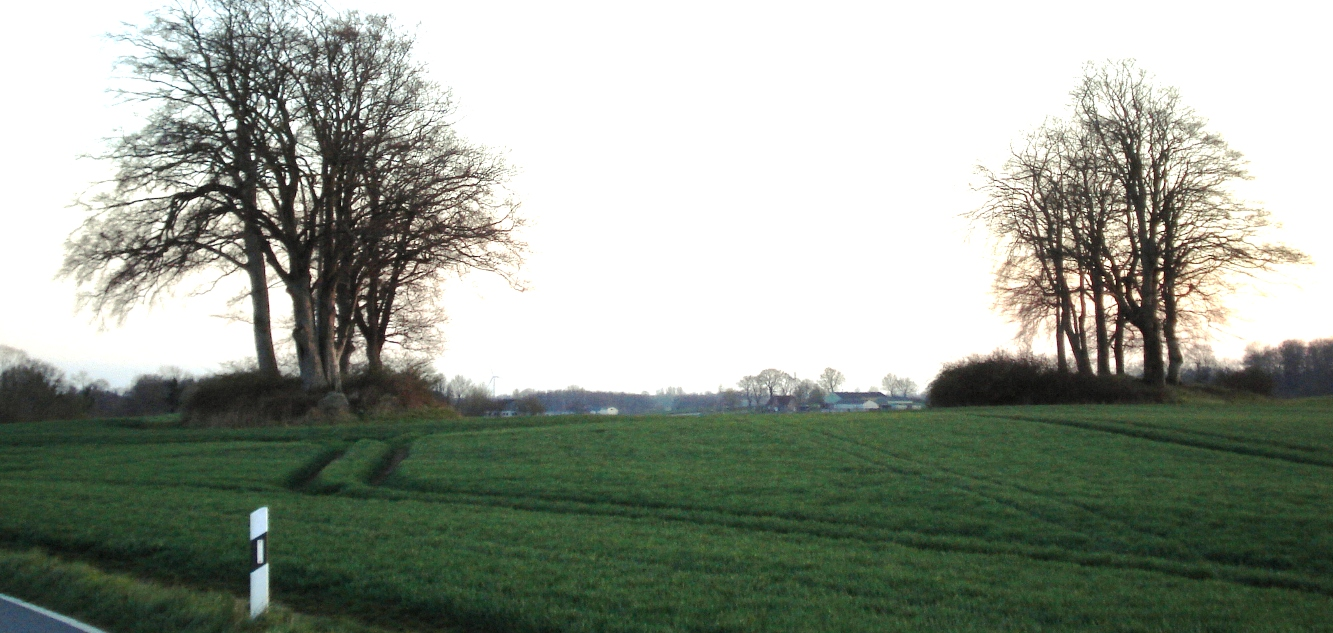
Die beiden Langbetten bei Birkenmoor aus Osten

Als Großsteingräber bei Birkenmoor werden ca. 48 jungsteinzeitliche Grabhügel, Dolmen und Langbetten (sogenannte Hünengräber) um das Dorf Birkenmoor in der Gemeinde Schwedeneck im Kreis Rendsburg-Eckernförde in Schleswig-Holstein bezeichnet/zusammengefasst.
Die außergewöhnlich zahlreichen neolithischen Großsteingräber, die sich um Birkenmoor auf dem Dänischen Wohld erhalten haben, stehen heute unter Denkmalschutz. Einige Großsteingräber haben sich in einem guten Zustand erhalten und sind deutlich in der Landschaft sichtbar, wie z. B.:
- der Dolmen bei Birkenmoor
- der Dolmen bei Kuhholzberg
- die Langbetten bei Birkenmoor

Die Großsteingräber bei Birkenmoor werden auch als Birkenmoor + Nummer benannt.

## Gemeindewappen mit Dolmen
Aufgrund der vielen Großsteingräber im Gebiet der Gemeinde Schwedeneck wurde von der Gemeindevertretung entschieden, im Gemeindewappen einen stilisierten Dolmen abzubilden.